# Kevin Rudd
Kevin Michael Rudd (Nambour, 21 de setembro de 1957) é um político australiano, ex-líder federal do Partido Trabalhista Australiano. Foi primeiro-ministro da Austrália de 2007 até 2010 e de junho de 2013 até setembro de 2013.
Seu partido foi o vencedor das eleições gerais ocorridas em 24 de novembro de 2007, tornando-se o primeiro-ministro da Austrália, sucedendo ao conservador John Howard, líder do partido da situação, o Partido Liberal da Austrália. Exerceu o cargo até 24 de junho de 2010.
Voltou ao cargo de premiê em 27 de junho de 2013, após disputas internas dentro do seu partido, tendo abandonado essas funções a 18 de setembro do mesmo ano, na sequência da vitória da coligação de centro-direita nas eleições legislativas.

## Juventude
Rudd cresceu na fazenda da família em Eumundi. Ele era interno no Colégio Marista de Ashgrove em Brisbane. Foi líder na Nabour State High School na época de seus estudos secundários. Seu pai que era membro do Partido Nacional Australiano, morreu quando Kevin tinha apenas onze anos de idade. Com o mesmo gosto do pai para a política, Rudd ingressou no Partido Trabalhista quando possui 14 anos de idade. Ele completou seus estudos universitários na Australian National University em Camberra.

## Família
É casado com Thérèse Rein desde 1981, que conheceu ainda na universidade enquanto estavam na Assembleia do Movimento dos Estudantes Cristãos da Austrália. Hoje ela é sócia-fundadora da empresa da Agência de Empregos, Igneus. Juntos eles têm três filhos, Jessica (nascida em 1984), Nicholas (nascido em 1986) e Marcus (nascido em 1993).

## Pedido de desculpas aos povos indígenas da Austrália
Em 13 de fevereiro de 2008, o Parlamento da Austrália emitiu um pedido formal de desculpas aos australianos indígenas por remoções forçadas de crianças indígenas australianas (muitas vezes referidas como as Gerações Roubadas) de suas famílias por agências governamentais federais e estaduais australianas. O pedido de desculpas foi feito pelo primeiro-ministro Kevin Rudd, e também é conhecido como o pedido de desculpas nacional, ou simplesmente o pedido de desculpas.